# Tragelaphus sylvaticus
A gazela-pintada-do-cabo (Tragelaphus sylvaticus) é uma espécie de mamífero bovino, da família Bovidae. Por muito tempo foi considerada como pertencendo à mesma espécie da imbabala (Tragelaphus scriptus), mas hoje é aceita como sendo uma espécie separada.